# Scytalopus vicinior
El churrín de Nariño (Scytalopus vicinior), también denominado tapaculo de Nariño (en Colombia) o churrín nariño, es una especie de ave paseriforme perteneciente al numeroso género Scytalopus de la familia Rhinocryptidae. Es nativo de los Andes del noroeste de América del Sur. 

## Distribución y hábitat
Se distribuye por la pendiente del Pacífico de los Andes desde Colombia (Risaralda) hacia el sur hasta el centro de Ecuador (Cotopaxi).
Es bastante común en el sotobosque y en los bordes de bosques montanos, principalmente entre los 1250 y los 2000 m s. n. m. de altitud.

## Taxonomía
Ya fue considerada una subespecie de Scytalopus panamensis pero fue separada sobre la base de las diferencias de vocalización. La especie Scytalopus chocoensis ya fue considerada conespecífica con la presente y separada posteriormente.